# Hamilton-Ouest—Ancaster—Dundas
Pour les articles homonymes, voir Hamilton et Dundas.
Pour la circonscription provinciale, voir Hamilton-Ouest—Ancaster—Dundas (circonscription provinciale).
Circonscription électorale fédérale du Canada
Hamilton-Ouest—Ancaster—Dundas ((en) Hamilton West—Ancaster—Dundas) est une circonscription électorale fédérale en Ontario.

## Géographie
Située au sud-ouest de Toronto, la circonscription consiste en une partie de la ville de Hamilton.
Les circonscriptions limitrophes sont Flamborough—Glanbrook—Brant-Nord, Hamilton Mountain et Hamilton-Centre.
En 2015, les circonscriptions limitrophes étaient Flamborough—Glanbrook, Hamilton Mountain, Hamilton-Centre et Burlington.  

## Historique
La circonscription d'Hamilton Mountain est créée en 2013 à partir des circonscriptions d'Ancaster—Dundas—Flamborough—Westdale, Hamilton-Centre et Hamilton Mountain.
Lors du redécoupage électoral de 2022-2023, les limites de la circonscription change très peu. Elle gagne au sud-est la partie entre  le chemin Rymal Ouest et la ligne de transport d'électricité située entre le chemin Glancaster et la rue Garth, mais elle perd au nord-est la partie située à l'est de la route 6 (comprenant la section inhabitée du cimetière Woodlands).

## Députés
| Législature | Années        | Député          | Parti | Parti   |
| --- | ------------- | --------------- | ----- | ------- |
| Hamilton-Ouest—Ancaster—Dundas' 'issue d'une partie de Ancaster—Dundas—Flamborough—Westdale, Hamilton-Centre et Hamilton Mountain avant 2015 |               |                 |       |         |
| 42e | 2015–2019     | Filomena Tassi  |       | Libéral |
| 43e | 2019–2021     | Filomena Tassi  |       | Libéral |
| 44e | 2021–2025     | Filomena Tassi  |       | Libéral |
| 45e | 2025–en cours | John-Paul Danko |       | Libéral |

## Résultats électoraux
|       | Candidat           | Parti        | # de voix | % des voix |
|       | Vincent Samuel     | Conservateur | +19 821,  | 31,83 %    |
|       | (X) Filomena Tassi | Libéral      | +29 694,  | 47,68 %    |
|       | Alex Johnstone     | NPD          | +10 131,  | 16,27 %    |
|       | Peter Ormond       | Vert         | +02 633,  | 4,23 %     |
| Total | Total              | Total        | 62 279    | 100 %      |